# Zebro
El Cebro es un équido salvaje que, según numerosas fuentes medievales, habitó la península ibérica hasta el siglo XVI. A día de hoy no se sabe con certeza de qué especie se trataba, abundando las teorías y discusiones sobre este tema.

## Etimología
El origen del término Cebro también es discutido, pero la teoría más aceptada es que proviene del latín "equiferus", que significa "caballo salvaje". La derivación del término podría haber sido equiferus - ekíferum - ecíferu - ecifru - ecefru - ecebru - ecebro - cebro. En las crónicas españolas suele aparecer con c y b(cebro/a o encebro/a, este último debido a la inserción de una 'n' a la forma más arcaica "ecebro"), aunque en algunos escritos también aparece escrito con z. En Portugal la c y la b son sustituidas por la z y la v (zevro/a o enzevro/a). Hoy en día los términos más utilizados en castellano para referirse a este animal son zebro, enzebro o encebra.
Por otro lado cabe mencionar que la palabra cebra posiblemente proceda a su vez de este término. Los portugueses fueron quienes acuñaron este nombre a las primeras cebras que avistaron en lo que hoy es Sudáfrica. En esta región existía una subespecie de cebra, la cuaga, cuyo inusual color pardo y su carácter salvaje pudo recordarles al cebro ibérico. Con el tiempo el término se extendería al resto de especies de cebras. 

## Descripción

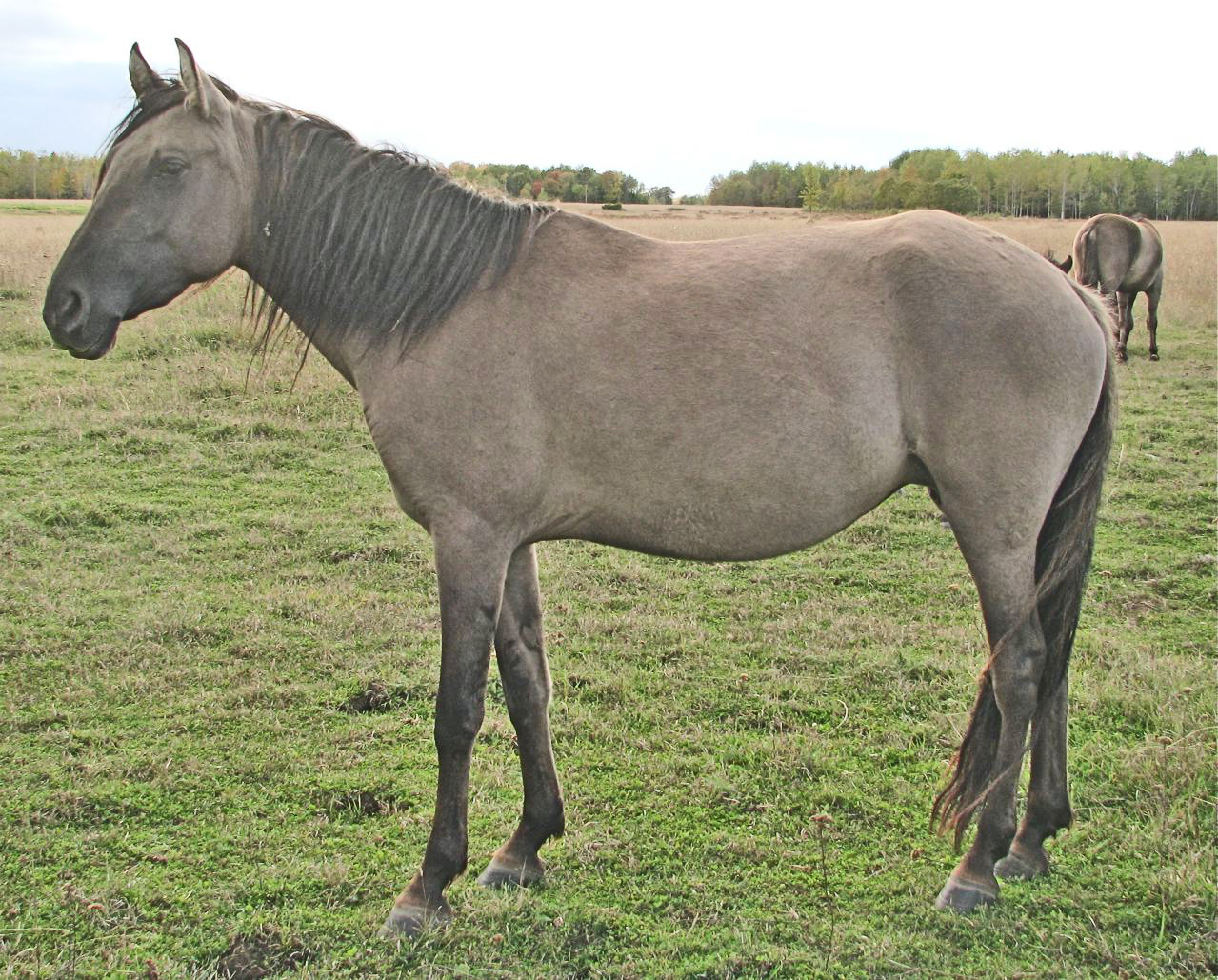
Caballo actual con el mismo color de capa que el zebro

Son escasas las fuentes directas de la época que describen a este animal. Algunas de esas descripciones son más precisas y otras están más abiertas a la subjetividad.
Según las fuentes disponibles se puede deducir que se trataba de un équido salvaje de talla similar al resto de équidos salvajes actuales (1,20-1,40 m de alzada) y de color cenizo con la región del hocico más negra y línea dorsal (raya de mulo), características asociadas a la capa que produce el gen dun, que también presentan algunos caballos y burros. Relinchaban como los caballos y varias fuentes resaltan su carácter indomable y su velocidad.
Actualmente existe una opinión bastante generalizada sobre que los cebros presentaban rayas en las patas y otras partes del cuerpo, cuando ninguna fuente medieval describe tales marcas (salvo la raya de mulo). Esta idea se debe seguramente a la comparación de estos animales con las actuales cebras, presuponiendo que el motivo principal por el que los portugueses relacionaron ambos animales fue la similitud de sus pelajes, cuando no tiene por qué haber sido así necesariamente (Un ejemplo es el caso de los jaguares, a los que los conquistadores españoles llamaron tigres). No obstante, en caballos y burros que presentan la misma capa que el cebro pueden aparecer rayas en patas y otras partes del cuerpo, por lo que es posible que los cebros también pudieran presentarlas.

## Distribución y extinción
Numerosas citas y topónimos medievales desde al menos el siglo IX relacionadas con los cebros permiten deducir un área de distribución que en un principio se extendía por Portugal, el interior de Galicia y de Asturias, el oeste de la meseta Norte y la totalidad de Extremadura y la meseta Sur, llegando hasta el interior de la Región de Murcia y de Alicante. Durante el siglo XIII su área se redujo, desapareciendo al norte del sistema Central y contrayéndose sus poblaciones en el resto de su territorio. En el siglo XIV ya sólo quedaban tres núcleos de población aislados entre sí, uno en Badajoz y sur de Portugal, otro en el norte de Cuenca y otro en Albacete y sur de Cuenca. Los últimos ejemplares sobrevivieron en el área de Chinchilla (Albacete), hasta extinguirse en el siglo XVI.
La causa de su extinción fue la caza y persecución por parte del ser humano. El cebro era una pieza de caza y así queda recogido en numerosos escritos medievales dedicados a este tema, como el Libro de la montería de Alfonso XI. Otras fuentes mencionan el consumo de su carne, otras los problemas que ocasionaban a los campesinos al comerse sus cultivos, y otras sus propiedades curativas.

## Teorías e investigación sobre su identidad
El primero en escribir sobre la misteriosa identidad de este animal fue Fray Martín Sarmiento, que a mediados del siglo XVIII descubre que los montes de O Cebreiro (Galicia) en el siglo XIII se llamaban mons dicitur Onagrorum, tras lo cual se percató de que en gran cantidad de escritos ibéricos se mencionaba a un animal llamado cebro. Su conclusión fue que antaño existieron en España cebras africanas.
En 1922 la Academia de las Ciencias de Lisboa planteó este enigma a lingüistas, historiadores y zoólogos, debate que hasta el día de hoy sigue abierto.
Recientemente un grupo de investigadores interdisciplinares liderados por la Universidad de Oviedo está recabando la información necesaria para resolver definitivamente la cuestión.
Básicamente existen cuatro hipótesis:

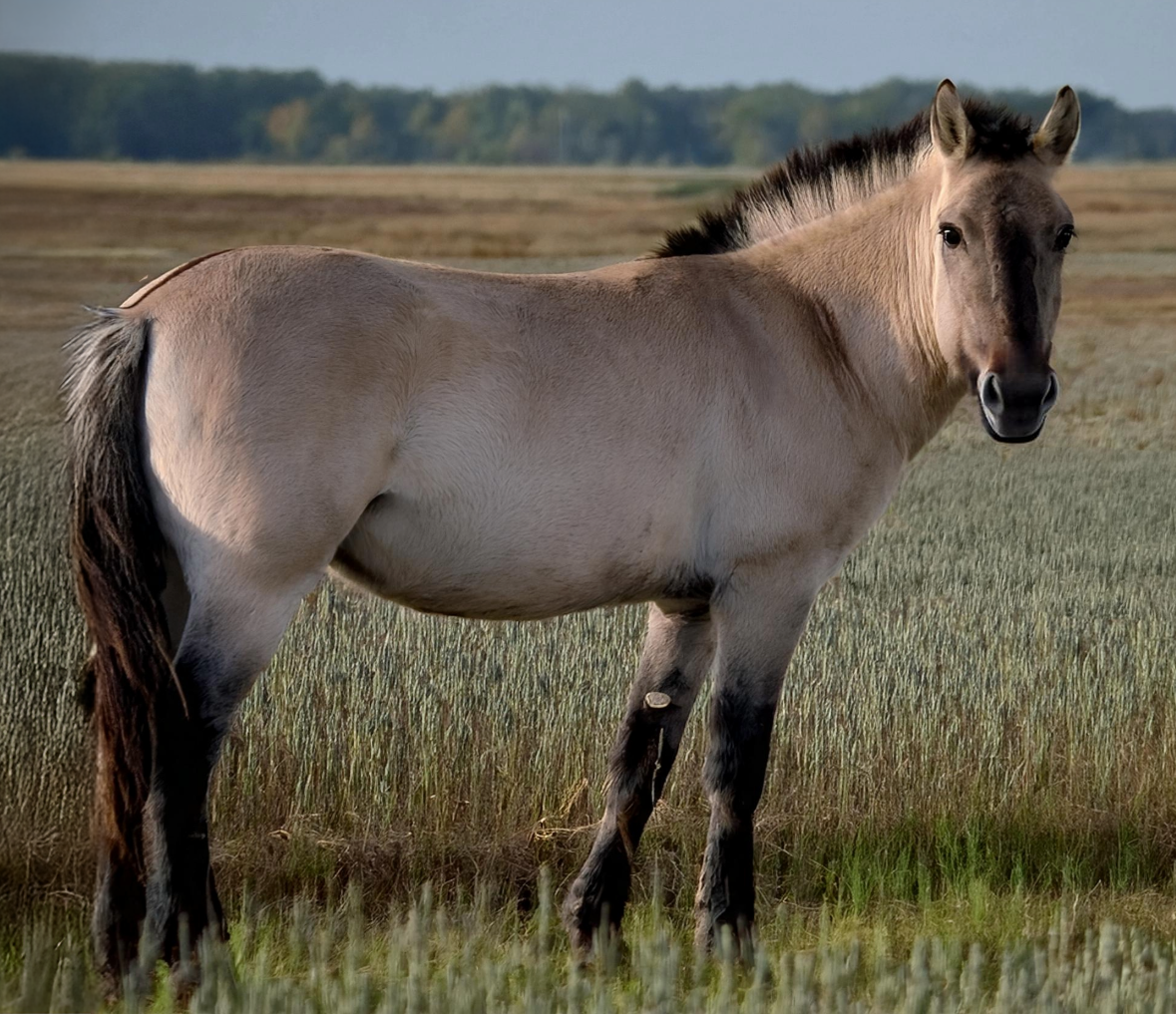
Recreación de un cebro según la hipótesis del caballo salvaje

- La primera y por el momento más plausible considera que se trataba de caballos silvestres de la península, una variedad ibérica del caballo salvaje euroasiático. Esta hipótesis concuerda con el registro fósil y con las características que describen las fuentes medievales.[4] Los detractores de esta teoría argumentan que el cebro era tratado como un animal diferente al caballo, si bien existen otras especies cuyas variedades silvestres siempre han sido diferenciadas de sus descendientes domésticos, como el jabalí y el cerdo.

- Otra teoría lo relaciona con Equus hydruntinus, équido extinto que habitó Europa durante el Pleistoceno. Si bien habitó la península ibérica desde hace más de 300 000 años, los últimos restos en territorio ibérico datan de hace 20 000 años, cuando en otras regiones de Europa se han encontrado ejemplares en la edad de hierro. Durante un tiempo se creyó que se habían hallado restos ibéricos de E. hydruntinus con tan solo 400 años de antigüedad, pero análisis genéticos posteriores determinaron que se trataban de burros domésticos.[5]

- La tercera hipótesis es que se trataran de onagros (Equus hemionus) importados de Oriente.

- Por último, para otros autores las encebras no serían más que asnos o caballos cimarrones.